# Santa Clara de Avedillo
Santa Clara de Avedillo es un municipio y localidad española de la provincia de Zamora, en la comunidad autónoma de Castilla y León.

## Toponimia
El nombre del pueblo podría provenir de una familia de nombre judío: los Avedillo. Con la invasión árabe esta familia se retiró a las tierras de Sanabria, donde fundaron otro pueblo con el mismo nombre.  
La Santa Inquisición, al ser un nombre de origen judío, antepuso el nombre de Santa Clara por la existencia de un convento de clarisas en la localidad.  
También hay quien relaciona el nombre del pueblo con el significado de "Vía de Ocellum", siendo Ocellum Durii el antiguo nombre de la ciudad de Zamora.  
En un documento regio de Alfonso IX de León, en el Tumbo Negro de Zamora (pg. XLVIIIr.), de 1193, firmado y sellado en Salamanca, consta expresamente en latín: "super villam que dicitur Aviadelo", y traducido, sobre su ciudad natal, Zamora: "en esa iglesia recibí la gracia del bautismo". Junto a otros, como otro documento también de Alfonso IX (TNZ 48v) de 1219, se nombra, "Viadello" y se cita "cartam de Fontis Predatis", hoy Fuentespreadas, pueblo limítrofe.

## Geografía física

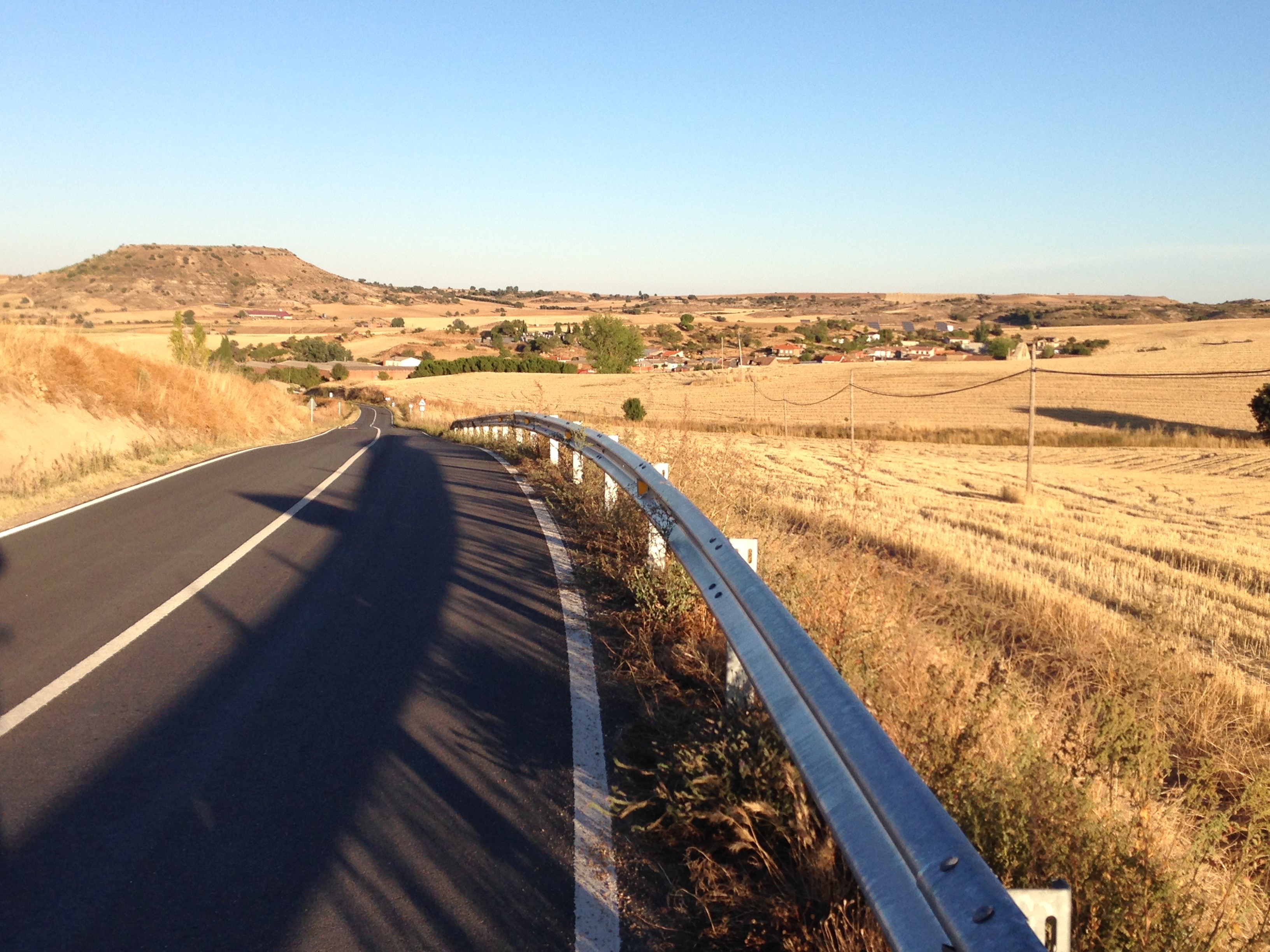
Santa Clara de Avedillo desde la carretera a Corrales. Al fondo, el teso del Otero o Parva de Avedillo

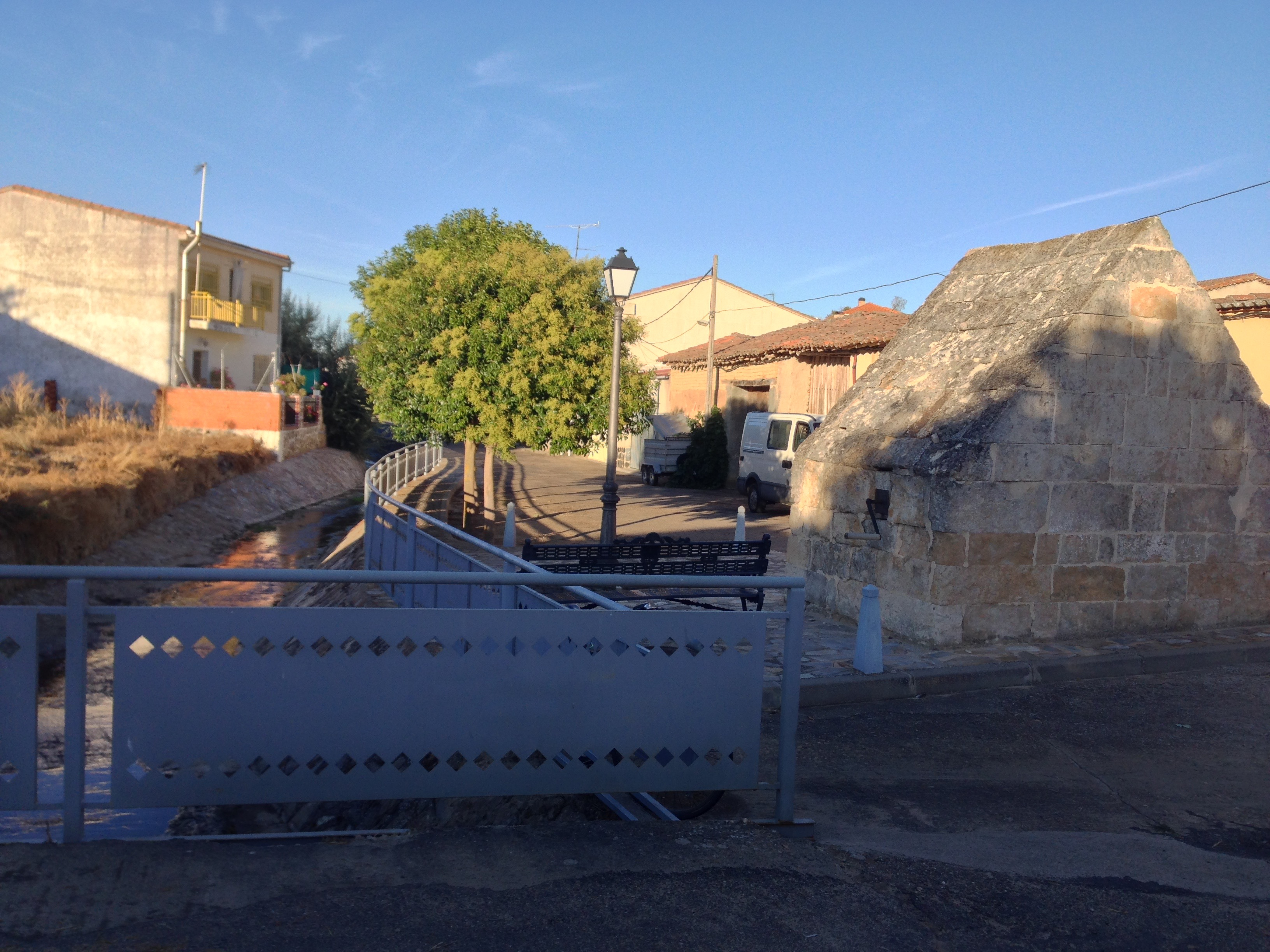
Arroyo Ojuelo, canalizado a su paso por el pueblo, y fuente antigua

### Localización
Limita al norte con Peleas de Abajo y Jambrina, al sur con Cuelgamures, al este con Fuentespreadas y al oeste con Corrales del Vino.

### Hidrografía

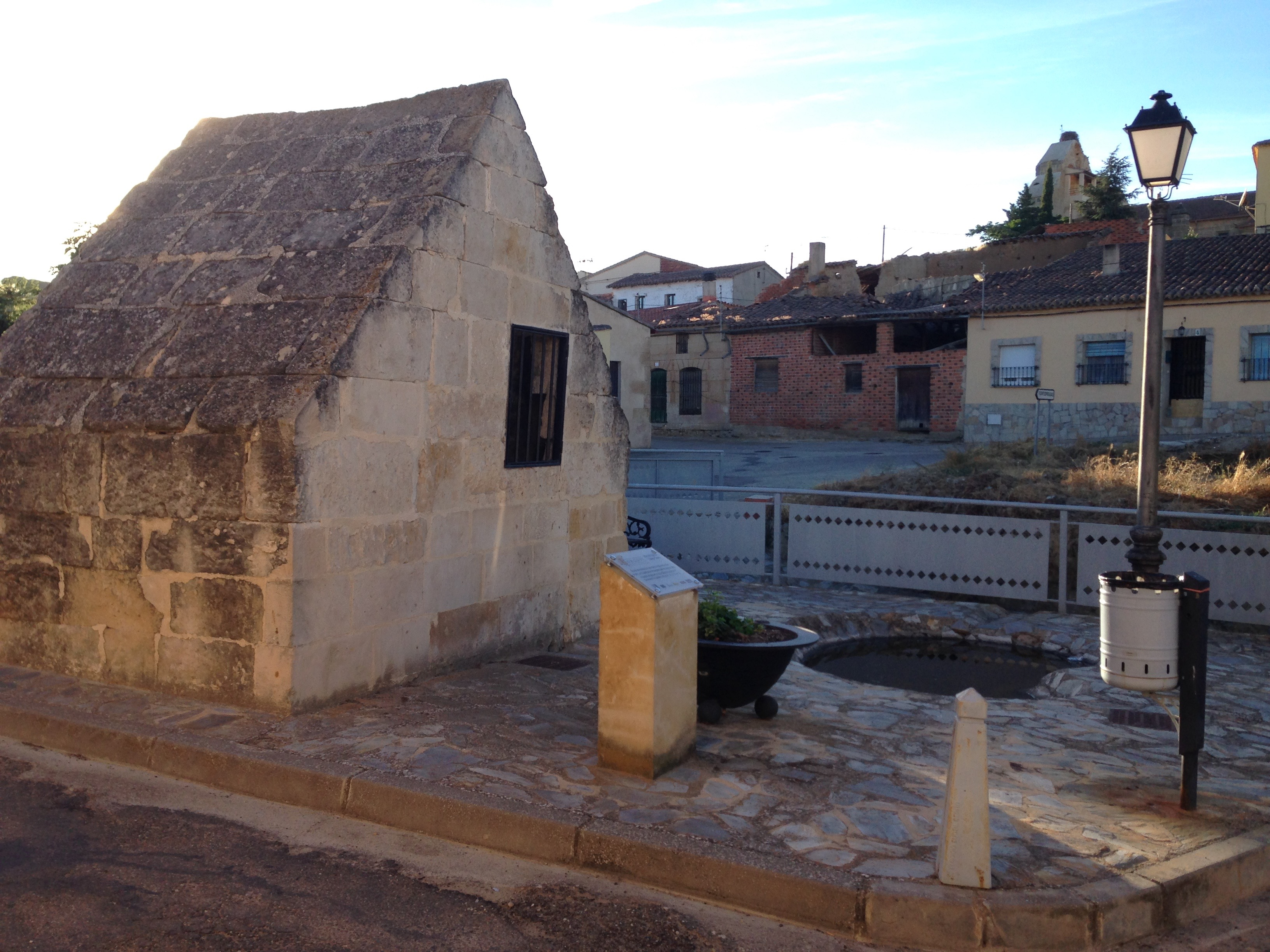
Fuente de posible origen romano situada junto al arroyo Ojuelo

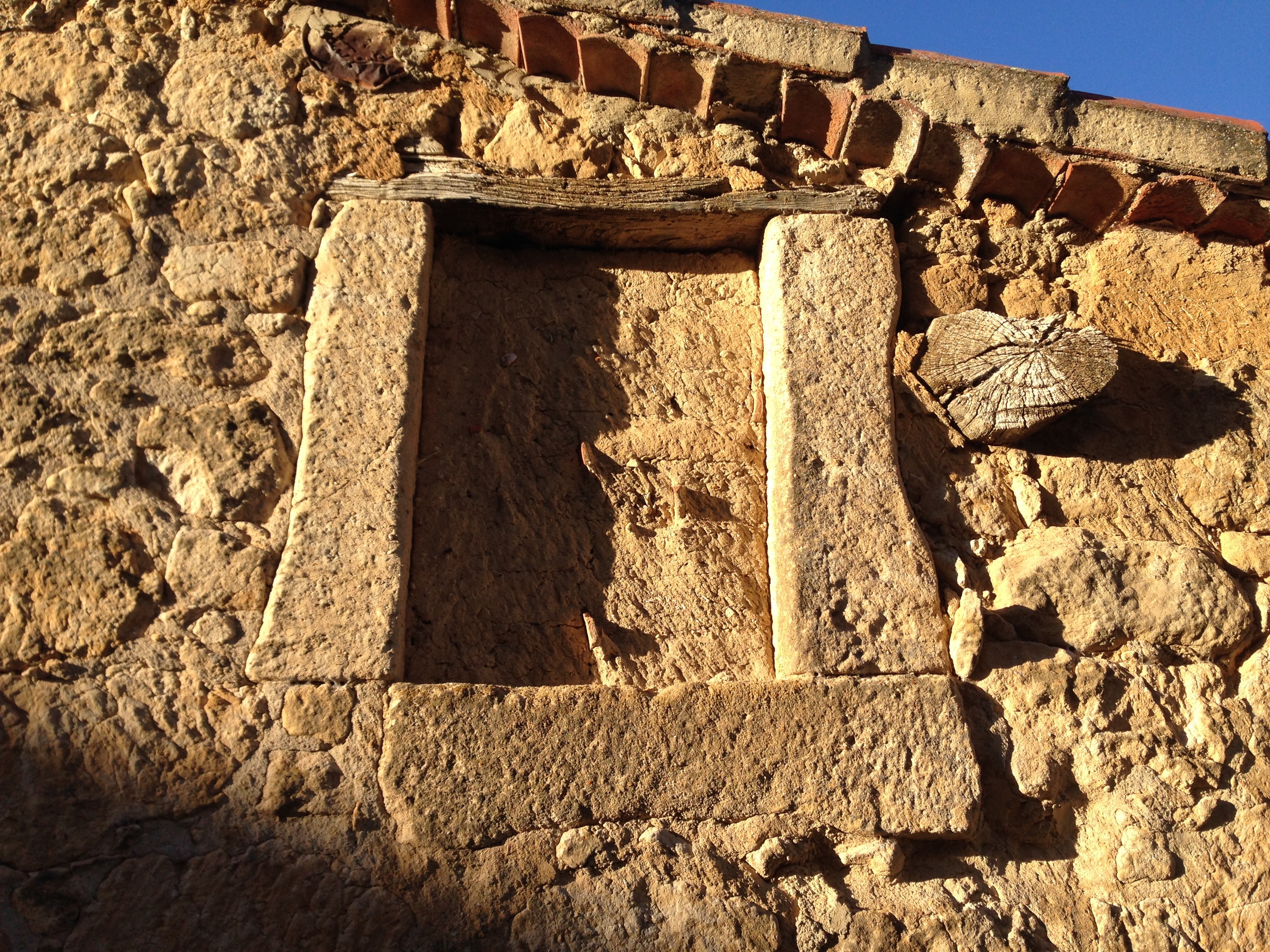
Ventana en las proximidades de la iglesia

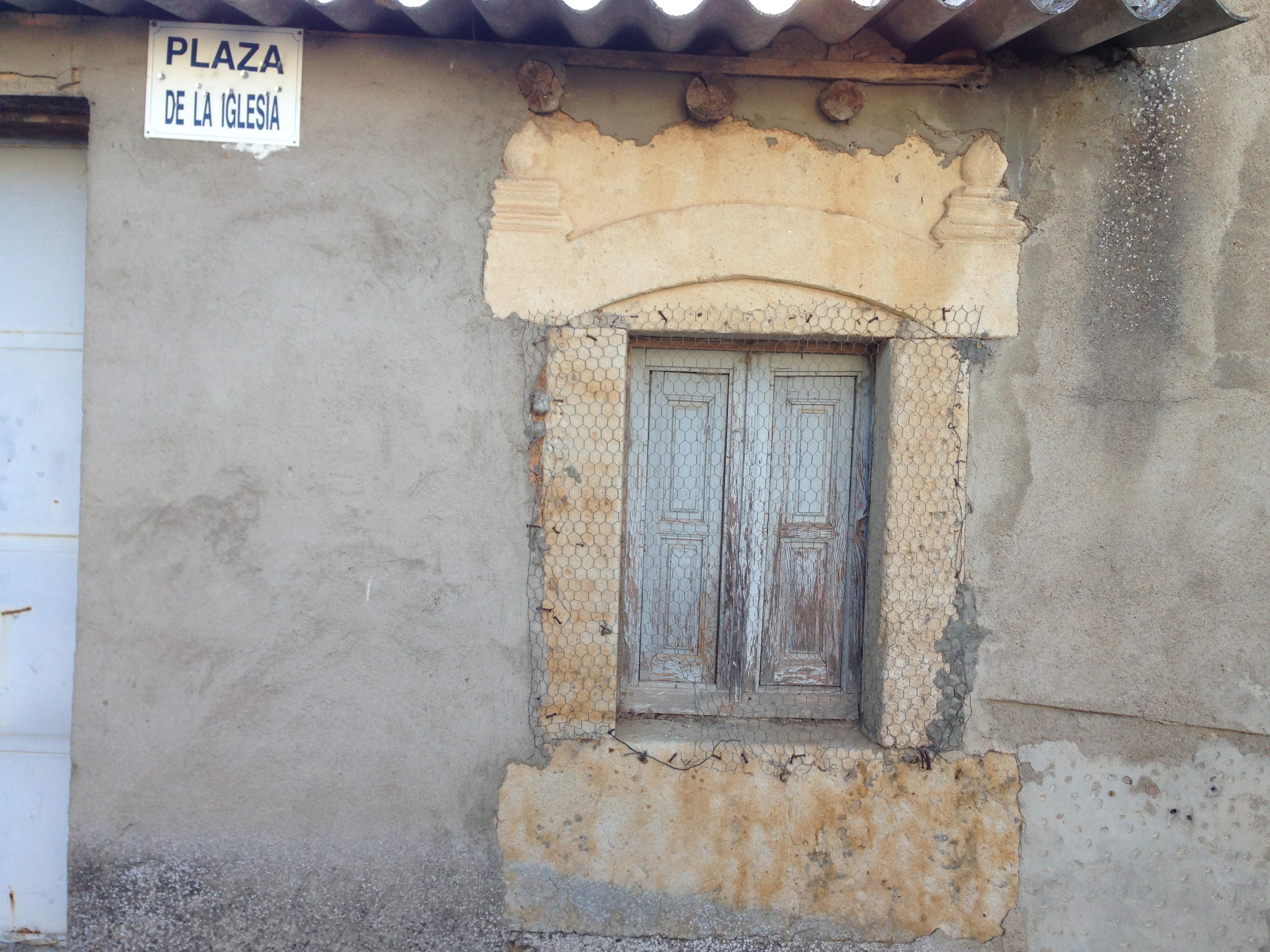
Ventana de sillería labrada en casa ruinosa

La localidad se encuentra situada junto a las riberas canalizadas del arroyo Ojuelo.

### Orografía
Es muy conocido el teso El Otero o La Parva, colina que se ve desde casi toda la comarca y que se caracteriza por tener una gran planicie en la cima. En lo alto del teso hubo un santuario prerromano. Existen numerosas leyendas que otorgan al lugar características mágicas. Este lugar cuenta desde 1990 con uno de los vértices geodésicos del Instituto Geográfico Nacional de España.

## Historia
De posible origen romano, dado que algunos autores fechan en esta época la fuente del arroyo Oyuelo, durante la Edad Media la localidad quedó integrada en el Reino de León, siendo repoblada con gentes de origen judío.
Posteriormente, en 1628, Felipe IV de España creó el Vizcondado de Santa Clara de Avedillo. En esta época y durante toda la Edad Moderna, Santa Clara de Avedillo formó parte del Partido del Vino de la provincia de Zamora, tal y como reflejaba en 1773 Tomás López en Mapa de la Provincia de Zamora.
Así, al reestructurarse las provincias y crearse las actuales en 1833, la localidad se mantuvo en la provincia zamorana, dentro de la Región Leonesa, integrándose en 1834 en el partido judicial de Fuentesaúco, pasando tras la desaparición de este al Partido Judicial de Zamora.

### Vizcondado
La localidad da nombre al Vizcondado de Santa Clara de Avedillo, título nobiliario español creado el 10 de abril de 1628 por el rey Felipe IV a favor de Francisco González de Andía Irarrazábal y Zárate, Virrey de Navarra y de Sicilia, I marqués de Valparaíso.
Tras haberse quedado sin titulares en el siglo XIX, el título fue rehabilitado en 1918 por el rey Alfonso XIII a favor de Antonio de Saavedra y Rodrigo.

## Geografía humana

### Demografía
Cuenta con una población de 159 habitantes (INE 2024).
| Gráfica de evolución demográfica de Santa Clara de Avedillo entre 1842 y 2021                                         |
| |
| Población de derecho según los censos de población del INE. Población de hecho según los censos de población del INE. |

### Transportes
Atraviesa el municipio la carretera local ZA-P-2104 que comunica por el este con Fuentespreadas y permite el acceso por el oeste al municipio de Corrales del Vino, donde se pueden tomar la carretera nacional N-630 que une Gijón con Sevilla así como a la autovía Ruta de la Plata, de igual recorrido que la anterior. 
En cuanto al transporte público se refiere, tras el cierre del Ferrocarril Ruta de la Plata, que pasaba por el cercano municipio de El Cubo de Tierra del Vino y tenía parada en el mismo, no existen servicios de tren en el municipio ni en los vecinos, ni tampoco línea regular con servicio de autobús, siendo las estaciones más cercanas las de Zamora capital. Por otro lado el aeropuerto de Salamanca es el más cercano, estando a unos 71 km de distancia.

## Símbolos
El escudo y la bandera municipal fueron aprobados por el pleno del ayuntamiento de Santa Clara de Avedillo en su sesión del 2 de febrero de 2004. El escudo heráldico del municipio se representa conforme a la siguiente descripción textual o blasón:

Escudo de Armas: Escudo cortado y a su vez el de arriba partido y éste a su vez cortado. A la derecha arriba en campo de azur una estrella de oro. Abajo en campo de oro un creciente ranversado de azur. A la izquierda en campo de gules una mitra de obispo de plata y con adorno de color púrpura. Abajo en campo de sinople a su derecha la ermita del Santo Cristo del Humilladero, a la izquierda la fuente de la villa que es Romana.
Boletín Oficial de Castilla y León nº 72 de 16 de abril de 2004

La descripción textual de la bandera es la que sigue:

Bandera Municipal: La misma está formada con colores de su escudo heráldico, con tres franjas trasversales equitativamente distribuidas llevando el escudo en su centro.
Boletín Oficial de Castilla y León nº 72 de 16 de abril de 2004

## Cultura

### Patrimonio

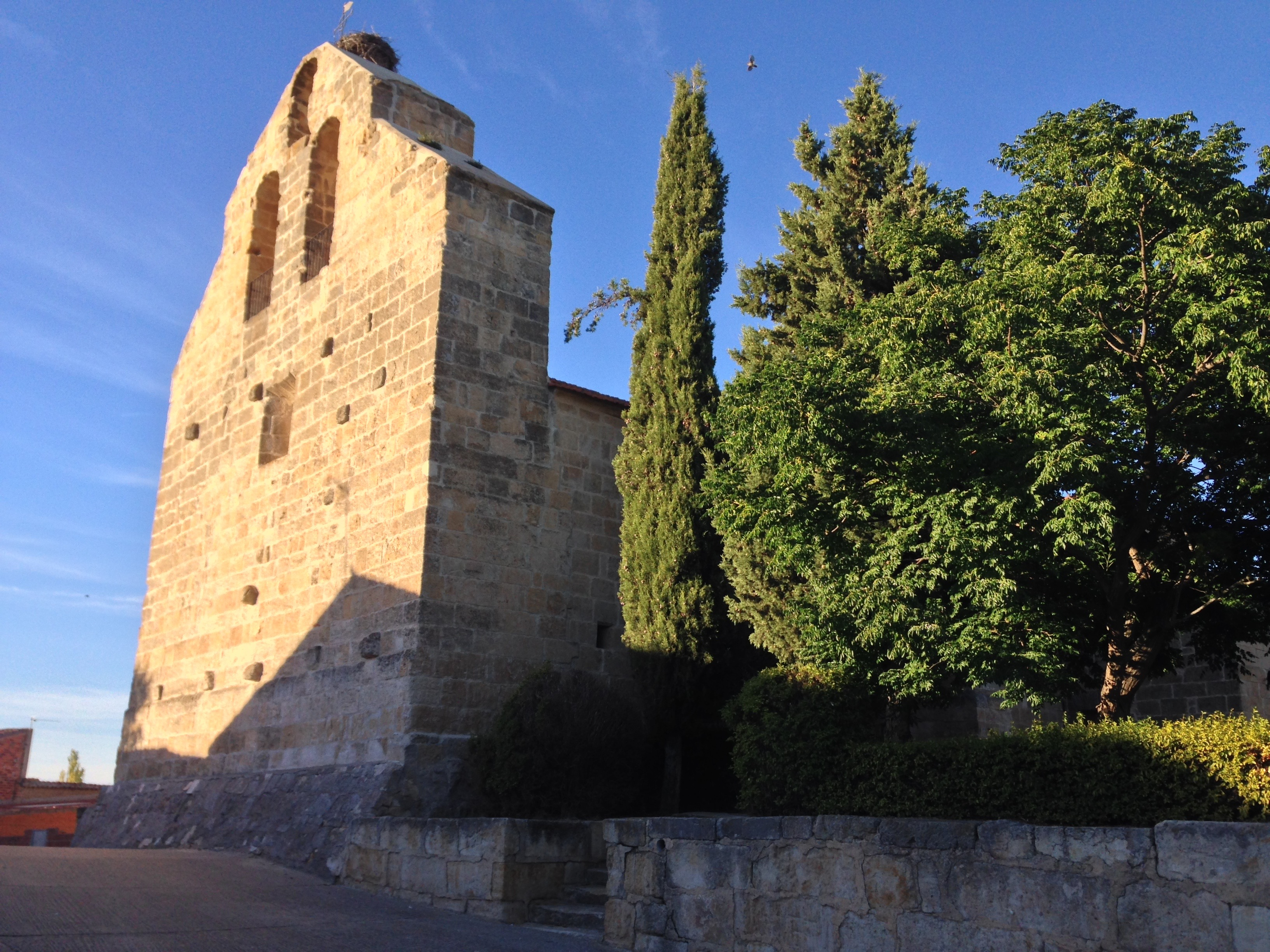
Espadaña

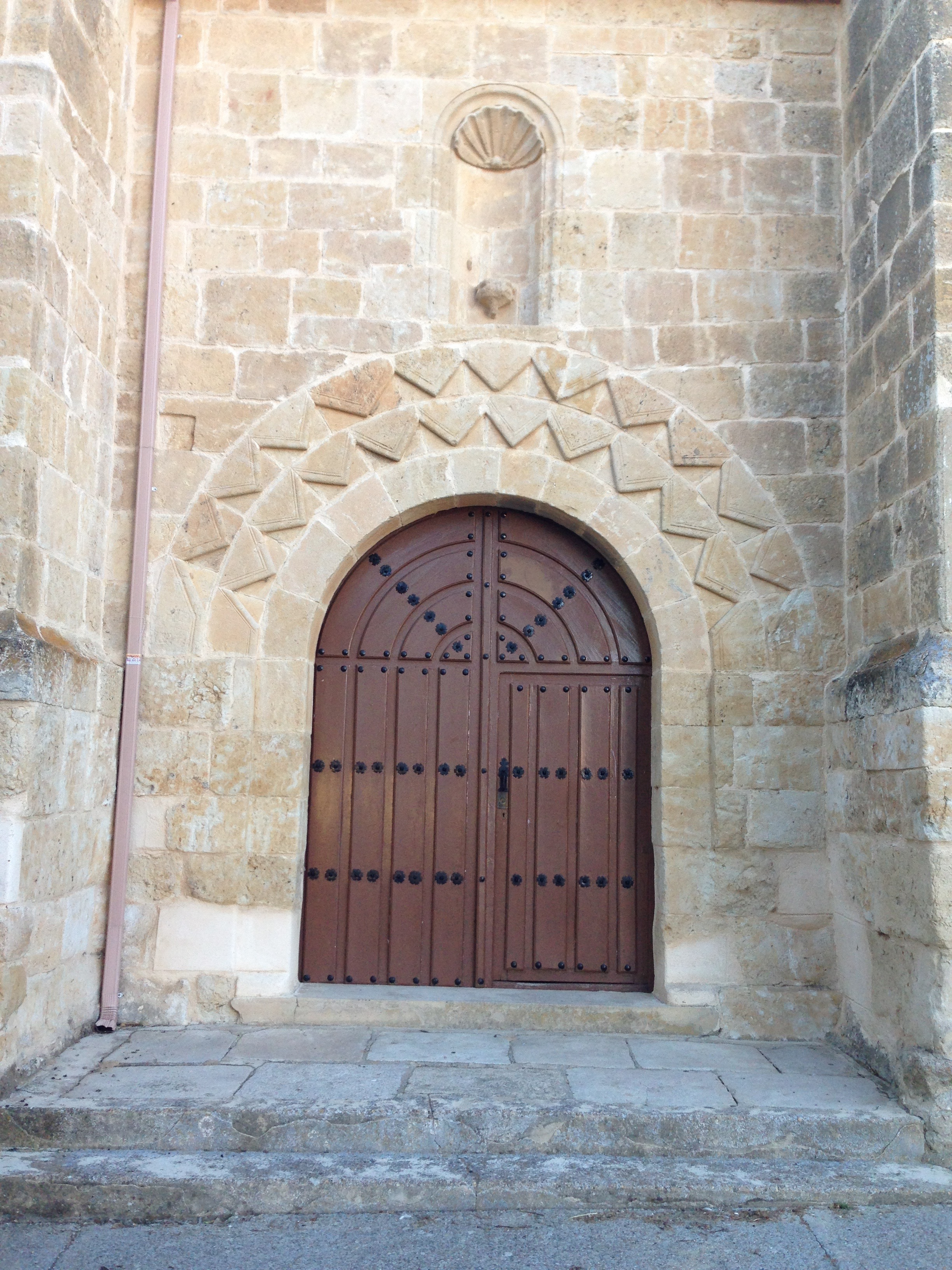
Portada románica

El pueblo cuenta con una iglesia parroquial bajo la advocación de Nuestra Señora de la Asunción que es de origen románico. De gran tamaño, cuatro arcos transversales renacentistas, y espadaña románica, guarda en su interior el sepulcro de Mateo González de Paz, benefactor de la localidad. La Iglesia tiene un destacable crucifijo del siglo XIII/XIV de tamaño natural, 2.10 m, además de un notable relieve barroco que representa la coronación de la virgen, ubicado en la sacristía donde también se encuentra un cristo gótico del siglo XVI. En el interior del templo se guardan también cuatro hermosas tablas pintadas con representaciones de La Anunciación, El Nacimiento, La Adoración de los Reyes Magos, o la Huida a Egipto de la Sagrada Familia, que pertenecen a la escuela italiana del XVI. Por último citar también una imagen de Santa Águeda del siglo XIV, que lamentablemente fue mutilada con un hacha para hacerla de "vestidor".
Además de la iglesia, existe en la localidad la ermita del Santo Cristo del Humilladero, construida en 1913 y que se encuentra en una zona de arbolado junto al pueblo. Destaca también la fuente de posible origen romano situada junto al arroyo Oyuelo, que ha sido recientemente restaurada.

### Fiestas
El pueblo celebra sus fiestas el 3 de mayo, la Exaltación de la Cruz, y el 28 de diciembre, los Santos Inocentes.

### Gastronomía
El cocido y platos de legumbres como lentejas con chorizo, alubias y productos de la huerta conforman el menú tradicional, acompañado de carnes a la brasa cocinadas en las bodegas externas a las casas que proliferan también en el pueblo.